# Џемал Биједић
Џемал Биједић (Мостар, 22. април 1917 — Крешево, 18. јануар 1977) био је југословенски политичар, правник, учесник Народноослободилачке борбе, друштвено-политички радник СФР Југославије и СР Босне и Херцеговине и јунак социјалистичког рада. У периоду од 1971. до 1977. обављао је функцију председника Савезног извршног већа, а од јула до децембра 1971. године налазио се на месту вршиоца дужности Савезног секретара за унутрашње послове СФРЈ.

## Биографија
Рођен је 22. априла 1917. године у Мостару, где се његов деда Бајрам-ага Биједић са породицом преселио 1914. из Гацка. Поред Џемала, његови родитељи Адем и Зарифа имали су ћерку Адилу. Године 1919. његов отац се разболео од шпанске грознице и умро, па су бригу о породици преузели мајка Зафира и стриц Бећир. У родном месту, завршио је основну школу и гимназију, а током школовања био је члан муслиманског друштва „Гајрет”. Као гимназијалац, постао је присталица омладинског револуционарног покрета и комунизма, о коме је прва сазнања добио од свог разредног старешине, професора Душана Мучибабића. Такође, био је члан разних друштвених и спортских организација, попут Муслиманске народне библиотеке, Радничког спортског клуба „Вележ”, Радничког културно-уметничког друштва „Абрашевић” и др.
Након завршене гимназије, 1937. уписао је Правни факултет у Београду. Као симпатизер комунизма, овде се одмах укључио у револуционарни студентски покрет који је тих година веома активно деловао на Београдском универзитету. Био је и члан Културно-просветног друштва босанско-херцеговачких студената у Београду „Петар Кочић”. Често је одлазио у Мостар, где је учествовао у раду „црвених пунктова”, а за време студентских распуста заједно са другим студентима обилазио је села и градове по Босни и Херцеговини, где су изводили разне културно-уметничке приредбе, које су имале јасну политичку поруку.
Заједно са другим омладинцима-комунистима, јула 1938. у Мостару је чувао стражу приликом одржавања Четврте покрајинске конференције КПЈ за Босну и Херцеговину, на којој је за секретара Покрајинског комитета био изабран Мустафа Пашић. Октобра исте године, био је у Београду примљен у чланство Савеза комунистичке омладине Југославије (СКОЈ), а децембра 1939. га је Мустафа Пашић у Мостару примио у чланство Комунистичке партије Југославије (КПЈ). Заједно са њим, у партијској ћелији Рудника угља у Мостару, били су Јусуф Чевро и Славко Балаћ.
Као истакнутом омладинском револуционару, који је своја политичка искуства стекао током студија на Београдском универзитету, била му је поверена дужност секретара најпре Месног комитета СКОЈ-а за Мостар, а потом Обласног комитета СКОЈ-а за Херцеговину. У Обласном комитету, сарађивао је Марком Михићем из Стоца, Мустафом Зубчевићем из Требиња и Мустафом Хусковићем из Мостара, а био је један од организатора демонстрација против рата, које су одржане августа и септембра 1940. године. Због свог политичког рада, био је више пута хапшен и прогањан од полиције.

### Народноослободилачка борба
Након војног пуча и народних демонстрација, против приступања Тројном пакту, марта 1941. предводио је делегацију Месног комитета КПЈ за Мостар, која је од војске у Мостару тражила оружје за наоружавање народа, као и пуштање из затвора свих ухапшених комуниста и њихових симпатизера. Након окупације Мостара, као члан Комунистичке партије, Џемал је активно учествовао у формирању Народноослободилачког покрета (НОП). Како је од раније био познат полицији, радио је у дубокој илегали, делујући као секретар Обласног комитета СКОЈ-а за Херцеговину и члан Месног комитета КПЈ за Мостар. Окупљао је омладинце и родољубе који су упућивани на Борачко језеро и друге делове Херцеговине, где су ступали у партизанске одреде. Августа 1941, након хапшења и стрељања његових другова Слободана Вуковића, сина револуционара Гојка Вуковића и Јусуфа Чевре, секретара Месног комитета КПЈ за Мостар, преузео је дужност секретара Месног комитета.
Све до априла 1942. деловао је у окупираном Мостару, руководећи Покретом отпора — организовао је изласке бораца на ослобођену територију; радио на оснивању Народноослободилачког одбора у Мостару; радио на припреми и штампању летака, прогласа и билтена, који су штампани у илегалној штампарији у кући Мустафе Муштовића; одржавао је везу са Покрајинским комитетом КПЈ за БиХ, са Миром Попаром и Савом Меданом, који су били на ослобођеној територији, као и Штабом Мостарског батаљона, који се налазио на Борачком језеру. Након преласка на ослобођену територију, одлуком Покрајинског комитета био је упућен у Сарајево, где је примио дужност секретара Месног комитета. Као искусан револуционар и илегалац, који није био од раније познат сарајевској полицији, био је идеалан за обављање ове дужности. У окупираном граду, деловао је под илегалним именима Црни и Дугоња, а често се кретао у униформи домобранског официра, са лажном легитимацијом на име поручник Анте Јукић.
Успео је да обнови рад партијских организација у Сарајеву, али је након открића сарајевске полиције његовог правог идентитета, априла 1943. морао поново да пређе на ослобођену територију, а дужност секретара Месног комитета КПЈ за Сарајево предао је Владимиру Перићу Валтеру. На ослобођеној територији источне Босне, није се дуго задржао јер се под налетом нове непријатељске офанзиве, заједно са јединицама Шесте источнобосанске бригаде морао повући ка југоисточној Босни, где је током маја и јуна учествовао у бици на Сутјесци. Након Пете непријатељске офанзиве, вратио се у источну Босну, где је преузео дужност секретара Окружног комитета КПЈ за Семберију и Посавину, а потом секретара Месног и Окружног комитета КПЈ за Тузлу.
Пред крај рата, у ослобођеној Фочи упознао је своју будућу супругу Разију Ферхатбеговић (1927—1977), са којом се венчао након рата и добио троје деце — Драгана, Азру и Миленка.

### Послератни период
Из рата је изашао са чином мајора, а у априлу 1945. године упућен је на рад у Одељење за заштиту народа (ОЗН) за Босну и Херцеговину. Након ослобођења Југославије, 1946. постао је генерални секретар Владе Народне Републике Босне и Херцеговине и помоћник министра унутрашњих послова. Године 1948. прешао је на функцију начелника Управе за агитацију и пропаганду Централног комитета Комунистичке партије Босне и Херцеговине, за чијег члана је био изабран на Првом конгресу КП БиХ. Потом се вратио у Мостар, где је преузео дужност секретара Обласног комитета КПЈ за Херцеговину и председника Народног одбора среза Мостар. У Сарајево је поново отишао 1957, када је постао члан Извршног већа НР Босне и Херцеговине и председник Универзитетског савета. Године 1960. отишао је у Београд, где је постао члан и подсекретар Савезног извршног већа (СИВ), којим је тада председавао Јосип Броз Тито. Потом је био секретар Савезног секретаријата за рад, а истовремено и секретар Уставне комисије Савезне скупштине, којом је председавао Едвард Кардељ, и која је припремала нови Устав усвојен 1963. године. Исте године вратио се у Сарајево, где је био изабран за председника Републичког већа и потпредседника Скупштине СР Босне и Херцеговине, а 12. маја 1967. био је изабран за председника Скупштине СР БиХ (тада највиша функција у Републици). На предлог председника Републике Јосипа Броза Тита, 30. јула 1971. био је изабран за председника Савезног извршног већа СФРЈ (савезни премијер). Од јула до децембра 1971. био је вршилац дужности Савезног секретара за унутрашње послове СФРЈ.
Као председник Савезног извршног већа учествовао је у око 50 иностраних државних посета у име СФР Југославије, а његово прво државно путовање било је сахрана данског краља Фредерика, јануара 1972. године (било је то свега пар дана после усташког терористичког напада на ЈАТ-ов авион изнад Чехословачке и он је тамо долетео специјалним совјетским авионом марке „Иљушин“). У току 1974. године Џемал Биједић се сусрео са тројицом најутицајнијих светских лидера — Џералдом Фордом, председником САД, Леонидом Брежњевим, председником Врховног совјета Совјетског Савеза и Мао Цедунгом, председником Комунистичке партије Кине.

### Погибија
У уторак 18. јануара 1977. Џемал Биједић и његова супруга Разија, заједно са другим високим државним и партијским функционерима, присуствовали су на војном аеродрому у Батајници испраћају председника СФРЈ Јосипа Броза Тита у посету Либији, након чега су авионом „Лирџет 25Б” кренули у Сарајево, где је Џемал требало да присуствује седници Централног комитета Савеза комуниста Босне и Херцеговине. У 10:54 авион је изгубио везу са контролом лета у Сарајеву и Београду, а према налазу државне комисије за испитивање узрока удеса, грешком пилота или услед квара мерних инструмената, авион се удаљио за око 6 километара од процедуром предвиђене путање, након чега је услед снижавања висине лета испод прописаног за овај сектор дошло до несреће — ударио је у планину Инач, у близини села Бјеловићи, код Крешева. Том приликом страдали су сви путници и чланови посаде авиона, укупно 8 лица. Поред Џемала Биједића, међу погинулима била је његова супруга Разија Биједић, као и сарадници др Смајо Хрле, подсекретар СИВ, Зијо Аликалфић, лични пратилац и возач, као и Анђелка Музичка, домаћица у резиденцији председника Савезног извршног већа.
Након прекида везе са контролом летења, кренула је потрага за авионом, која је окончана истог дана, након што је пронађено место пада авиона. Услед тешке конфигурације терена и лоших временских услова, извлачење тела страдалих извршено је тек сутрадан, 19. јануара, након чега су пренета у Сарајево. Посмртни остаци Џемала Биједића и његове супруге Разије потом су 20. јануара пренети у Београд и изложени у свечаном холу Савезне скупштине, где су им грађани у мимоходу одавали почаст. Истог дана, по повратку из Либије, венац на одар Џемала Биједића положио је председник СФРЈ Јосип Броз Тито.
Џемал Биједић и његова супруга Разија сахрањени су 21. јануара на Новом гробљу у Сарајеву, уз највише државне и војне почасти.
Носилац је Партизанске споменице 1941. и других југословенских одликовања, међу којима су — Орден јунака социјалистичког рада, Орден народног ослобођења, Орден Републике са златним венцем, Орден заслуга за народ са златном звездом, Орден братства и јединства са златним венцем и два Ордена за храброст.
Исте године, када је погинуо, у Мостару је основан Универзитет који је понео његово име.